# كريستينا ابجر
كريستينا ابجر (بالإنجليزية: Kristina Apgar)‏ هي ممثلة أمريكية (ولدت بتاريخ 10 يونيو 1985 في موريستاون، نيو جيرسي) .

## روابط خارجية
- كريستينا ابجر على موقع IMDb (الإنجليزية)
- كريستينا ابجر على موقع ألو سيني (الفرنسية)
- كريستينا ابجر على موقع قاعدة بيانات الفيلم (الإنجليزية)
- كريستينا ابجر على موقع كينوبويسك (الروسية)